# Funkytown
"Funkytown" je pjesma američke disco grupe Lipps Inc., s njihova debitantskog albuma Mouth to Mouth iz 1979. godine. Pjesma je objavljena kao glavni singl s albuma 1980. godine, a objavila ga je diskografska kuća Casablanca Records.
"Funkytown" postala je hit broj jedan u SAD-u, Njemačkoj, Kanadi, Austriji, Švicarskoj, Norveškoj, Nizozemskoj i Australijom među mnogim drugima.

## Pozadina i kompozicija
Pjesmu je napisao glazbenik, tekstopisac i glazbeni producent Steven Greenberg, a otpjevala ju je Cynthia Johnson. Pjesma govori o pjevačevom izmišljenom svijetu u kojem se može "neprestano kretati, i energetično plesati". Steven je napisao pjesmu dok je grupa živjela u Minneapolisu, sa snovima o životu u New Yorku.

## Ljestvice
"Funkytown" je "ušetala" na Billboard Hot 100 ljestvicu 29. ožujka 1980. godine, a na prvom mjestu je provela čak četiri tjedna, od 31. svibnja do 21. lipnja 1980. godine. Na prvom mjestu našla se i na ljestvici disco glazbe 1980. godine. Drugo mjesto dostigla je u UK-u, i Švedskoj, kao i na ljestvici soul glazbe. Pjesma je jedini hit u top 40, Lipps Inca u Americi.

## Popis pjesama
7" singl
1. "Funkytown" – 4:00
2. "All Night Dancing" – 3:09

12" singl
1. "Funkytown" – 7:51
2. "All Night Dancing" – 3:09